# ألبرت هاكيت
ألبرت هاكيت (بالإنجليزية: Albert Hackett) (و. 1900 – 1995 م) هو ممثل، وكاتب سيناريو، وكاتب مسرحي، وكاتب أمريكي، ولد في نيويورك، توفي في نيويورك، عن عمر يناهز 95 عاماً.

## جوائز وترشيحات
حصل على جوائز منها:
جوائز
- جائزة بوليتزر عن فئة الدراما

ترشيحات
- جائزة الأوسكار لأفضل كتابة
- جائزة الأوسكار لأفضل كتابة، عن عمل: الرجل النحيف
- جائزة الأوسكار لأفضل كتابة، عن عمل: سبع عرائس لسبعة إخوة
- جائزة الأوسكار لأفضل كتابة، عن عمل: والد العروس

ترشح لـ:
- جائزة الأوسكار لأفضل كتابة "سيناريو مقتبس"، عن عمل: الرجل النحيف
- جائزة الأوسكار لأفضل كتابة "سيناريو مقتبس"، عن عمل: والد العروس
- جائزة الأوسكار لأفضل كتابة "سيناريو مقتبس"، عن عمل: After the Thin Man [الإنجليزية]‏
- جائزة الأوسكار لأفضل كتابة "سيناريو مقتبس"، عن عمل: سبع عرائس لسبعة إخوة.

## وصلات خارجية
- ألبرت هاكيت على موقع IMDb (الإنجليزية)
- ألبرت هاكيت على موقع مونزينجر (الألمانية)
- ألبرت هاكيت على موقع ألو سيني (الفرنسية)
- ألبرت هاكيت على موقع أول موفي (الإنجليزية)
- ألبرت هاكيت على موقع قاعدة بيانات برودواي على الإنترنت (الإنجليزية)
- ألبرت هاكيت على موقع قاعدة بيانات الأفلام السويدية (السويدية)
- ألبرت هاكيت على موقع قاعدة بيانات الفيلم (الإنجليزية)
- ألبرت هاكيت على موقع كينوبويسك (الروسية)